# 그랜트갈라고
그랜트갈라고 또는 모잠비크난쟁이갈라고(Paragalago granti)는 갈라고과에 속하는 영장류의 일종이다. 그랜트부시베이비 또는 그랜트작은부시베이비, 모잠비크작은부시베이비로도 알려져 있다. 말라위와 모잠비크, 탄자니아 그리고 짐바브웨에서 발견된다. 자연 서식지는 아열대 또는 열대 기후 지역의 건조한 숲이다.